# 帯谷信弘
帯谷 信弘（おびや のぶひろ、1981年1月15日 - 2021年4月22日）は、日本の男性総合格闘家。千葉県出身。木口道場所属。元DEEPライト級王者。
五味隆典の弟子であり、スパーリングパートナーとして五味を支えたことからPRIDE武士道では「王者の影武者」と紹介された。DEEPではミルトン・ヴィエイラや雷暗暴といった強豪を破っている。

## 来歴
2002年11月15日、修斗でプロデビュー。鹿又智成と対戦し、引き分けた。
2003年10月31日、修斗2003年度新人王トーナメントウェルター級（-70kg）決勝で鹿又と再戦し、開始11秒パウンドでTKO勝ち。新人王を獲得するも、所属していたGUTSMAN・修斗道場を離脱。フリーランスとして五味隆典と練習を積む。
2004年12月18日、DEEP 17 IMPACTで開催されたフューチャーキングトーナメント76kg以下級に出場し、優勝を果たした。
2006年4月11日、DEEP 24 IMPACTのライト級王者決定戦で雷暗暴と対戦し、判定勝ちを収め王座獲得に成功した。
2006年8月26日、PRIDE初参戦となったPRIDE 武士道 -其の十二-でギルバート・メレンデスに判定負けし、プロ初黒星となった。続く11月5日、PRIDE 武士道 -其の十三-でルイス・ブスカペに判定負け。
2007年2月16日、DEEP 28のライト級タイトルマッチで横田一則と対戦し、判定負けを喫し王座から陥落した。
2008年12月10日、1年10か月ぶりの復帰戦となったDEEP 39 IMPACTでBarbaro44と対戦。パンチを受け鼻血を出すなど劣勢に立たされるも、右ストレートでダウンを奪い、追撃のパウンドでTKO勝ちを収めた。
2009年12月19日、1年ぶりの復帰戦となったDEEP CAGE IMPACT 2009でISEと対戦し、スタンドパンチ連打でTKO勝ちを収めた。試合後のリング上で「判定？ダメだよ、KOじゃなきゃ」と五味の発言をオマージュしたマイクアピールを行った。
2010年10月24日、DEEP 50 IMPACTのライト級タイトルマッチで菊野克紀に挑戦し、1-4の判定負けを喫し王座獲得に失敗した。
2014年頃より、トレーニングジムで総合格闘技や柔術の講師を務める。自身もブラジリアン柔術の競技者として、2017年の第11回全日本マスター柔術選手権のマスター2茶帯ミディアムヘビー級で準優勝、マスター2茶帯オープンクラスで3位、2018年の第12回全日本マスター柔術選手権のマスター2茶帯ミディアムヘビー級で優勝、2019年の第13回全日本マスター柔術選手権のマスター2黒帯ミディアムヘビー級で準優勝という結果を残している。なお、2018年より土志田（どしだ）姓で活動を行っていた。
2021年4月22日未明、横浜市青葉区恩田町のコンビニの駐車場で車の中から妻と息子2人と共に遺体で発見された。妻と2人の息子を刺殺した後に自殺を図ったと見られ、無理心中の可能性がある。40歳没。

## 戦績
| 総合格闘技 戦績 | 総合格闘技 戦績 | 総合格闘技 戦績 | 総合格闘技 戦績 | 総合格闘技 戦績 | 総合格闘技 戦績 | 総合格闘技 戦績 |
| --------------- | --------------- | --------------- | --------------- | --------------- | --------------- | --------------- |
| 18 試合         | (T)KO           | 一本            | 判定            | その他          | 引き分け        | 無効試合        |
| 12 勝           | 6               | 1               | 5               | 0               | 1               | 0               |
| 5 敗            | 1               | 0               | 4               | 0               | 1               | 0               |

| 勝敗 | 対戦相手                   | 試合結果                             | 大会名                                                                                | 開催年月日     |
| ×    | チェ・ドゥホ               | 3R 0:15 KO（跳び膝蹴り）             | DEEP CAGE IMPACT 2011 in TOKYO 2nd ROUND                                              | 2011年10月29日 |
| ×    | 菊野克紀                   | 5分3R終了 判定1-4                    | DEEP 50 IMPACT 〜10年目の奇跡〜 【DEEPライト級タイトルマッチ】                        | 2010年10月24日 |
| ○    | セバスチャン・ガルギエ     | 5分3R終了 判定3-0                    | Fury 1: Clash of the Titans                                                           | 2010年5月21日  |
| ○    | ISE                        | 2R 1:49 TKO（スタンドパンチ連打）    | DEEP CAGE IMPACT 2009 第2部                                                           | 2009年12月19日 |
| ○    | Barbaro44                  | 2R 2:35 TKO（右ストレート→パウンド） | DEEP 39 IMPACT                                                                        | 2008年12月10日 |
| ×    | 横田一則                   | 5分3R終了 判定0-3                    | DEEP 28 IMPACT 【DEEPライト級タイトルマッチ】                                         | 2007年2月16日  |
| ×    | ルイス・ブスカペ           | 2R（10分/5分）終了 判定0-3           | PRIDE 武士道 -其の十三-                                                               | 2006年11月5日  |
| ×    | ギルバート・メレンデス     | 2R（10分/5分）終了 判定0-3           | PRIDE 武士道 -其の十二-                                                               | 2006年8月26日  |
| ○    | 雷暗暴                     | 5分3R終了 判定3-0                    | DEEP 24 IMPACT 【DEEPライト級王者決定戦】                                             | 2006年4月11日  |
| ○    | ミルトン・ヴィエイラ       | 5分3R終了 判定3-0                    | DEEP 22 IMPACT                                                                        | 2005年12月2日  |
| ○    | 長谷川秀彦                 | 5分2R終了 判定3-0                    | DEEP 19th IMPACT                                                                      | 2005年7月8日   |
| ○    | 宮本優太朗                 | 1R 4:48 TKO（パウンド）              | DEEP 18th IMPACT                                                                      | 2005年2月12日  |
| ○    | ジョン・バチスタ・ヨシムラ | 1R 4:50 TKO（左フック）              | DEEP 17th IMPACT 【フューチャーキングトーナメント 76kg以下級 決勝】                   | 2004年12月18日 |
| ○    | Barbaro44                  | 1R 1:11 KO（パンチ連打）             | DEEP 17th IMPACT 【フューチャーキングトーナメント 76kg以下級 準決勝】                 | 2004年12月18日 |
| ○    | 可児瑛士                   | 1R 4:47 腕ひしぎ十字固め             | DEEP 17th IMPACT 【フューチャーキングトーナメント 76kg以下級 1回戦】                  | 2004年12月18日 |
| ○    | 鹿又智成                   | 1R 0:11 TKO（右フック→パウンド）     | 修斗 下北沢修斗劇場 第7弾 〜若大将は誰だ！〜 【新人王トーナメント ウェルター級 決勝】 | 2003年10月31日 |
| ○    | 橋本平馬                   | 5分2R終了 判定3-0                    | 修斗 Shootor's Dream II 【新人王トーナメント ウェルター級 2回戦】                     | 2003年5月30日  |
| △    | 鹿又智成                   | 5分2R終了 判定0-0                    | 修斗                                                                                  | 2002年11月15日 |

## 獲得タイトル
- 修斗ウェルター級新人王（2003年）
- DEEPフューチャーキングトーナメント 76kg以下級 優勝（2004年）
- 第2代DEEPライト級王座（2006年）
- アジアマスター柔術選手権 黒帯ミディアムヘビー級優勝（2019年）